# Партмаксимум
Партмаксимум — максимальный месячный оклад, существовавший для членов ВКП(б), являющихся руководящими работниками учреждений и предприятий. Формально просуществовал с 1921 по 1932 год. По мнению Ленина, который лично ограничил собственную заработную плату, «понижение платы высшим государственным чиновникам» было призвано не допустить формирования новой привилегированной элиты и, в целом, соответствовало опыту Парижской коммуны 1871 года.

## Установление политики партмаксимума
Уже декретом СНК от 1 декабря 1917 года предельный оклад народного комиссара был зафиксирован на уровне 500 рублей, при доплате 100 руб. на каждого ребёнка. Окончательно партмаксимум был утвержден решением XII конференции РКП(б) в августе 1922 г., которое установило, что зарплата ответственных работников не должна превышать 150 % от уровня средней зарплаты в подконтрольных им учреждениях и предприятиях. Члены партии, заработок которых превышал установленный уровень, должны были отчислять излишки в партийную кассу в фонд взаимопомощи коммунистов.
На практике партмаксимум охватывал широкий круг должностей, поскольку после Гражданской войны практически все ключевые посты в государственном аппарате занимали коммунисты. Поскольку их заработки не могли превышать примерно полуторной величины средней зарплаты по предприятию, нередко технические специалисты, не связанные партмаксимумом, получали больше своих директоров. Так главный инженер треста «Черембасстрест» в середине 1920-х годов получал около 400 руб. в месяц, тогда как управляющий этого треста (коммунист) ограничивался партмаксимумом в 144 руб. ежемесячно. В другом примере в объдинении «Ураласбест» главный инженер имел оклад 800 руб., тогда как директор-коммунист получал не более 192 руб.
Партмаксимум также пресекал попытки обхода ограничения через сторонние заработки – например, преподавательские или консультационные вознаграждения – все дополнительные доходы суммировались с окладом для расчёта партмаксимума. Заработок сверх партмаксимума надо было отчислять в фонд поддержки нуждающихся членов партии.

## Отказ и отмена партмаксимума (1928–1932)
В результате существования партмаксимума высокопоставленные коммунисты могли жить весьма скромно по меркам НЭПа. Отказ от практик, лежавших в основе феномена партмаксимума, сначала шел скрытым путём. Так уже в середине 1920-х, параллельно начала зарождаться система негласных привилегий: так в Кремле появилась специальная столовая для «заслуженных деятелей», где меню было значительно лучше обычного – факт, показывавший двойственность положения (формальное равенство доходов при наличии некоторых льгот для привилегированных чиновников).
Многие коммунисты пытались привлечь внимание к этому феномену. Так Землячка указывала: «Извращение классового существа закрытых распределителей приводит к тому, что некоторые кооперативы берут ставку на первоочередную их организацию при учреждениях...». А Микоян отмечал, что система «закрытых распределителей создаёт благоприятную обстановку для бюрократизма и злоупотреблений». Кроме того против привилегий выступил основатель и первый руководитель Института Маркса и Энгельса Рязанов.
Дальнейшая эрозия политических и экономических практик, лежавших в основе феномена партмаксимума, произошла в 1928-1929 годах. Постановлением Центрального комитета от 12 июня 1928 г. из-под лимита были частично выведены писатели-коммунисты и научные работники, получавшие гонорары нерегулярно. Также в 1928 году партмаксимум был повышен (до 225 рублей в месяц), и были установлены новые нормы отчислений с заработков, превышающих партмаксимум. На заседании Политбюро ЦК 5 сентября 1929 г. было признано необходимым смягчить партмаксимум ещё раз (до 300 рублей в месяц) и вместо прежнего единого ограничения перейти к оплате по тарифным ставкам занимаемой должности.
Окончательная отмена партмаксимума осуществлена 8 февраля 1932 года Секретным постановлением Политбюро № 87.
Официальная пропаганда 1930-х годов оправдывала рост неравенства необходимостью поощрения лучших работников и руководителей. Так Сталин на XVII съезде партии (1934) многократно клеймил «обезличку в работе и уравниловку в системе зарплаты», противопоставляя им социалистический принцип «от каждого – по способностям, каждому – по труду». Вплоть до распада СССР последующих попыток ввести принцип партмаксимума, а также тема привилегий номенклатуры (обеспечение жильём, дефицитными товарами, особыми пенсиями) публично не предпринимались.

## Последствия отмены и оценки
Новая система окладов сразу же значительно повысила материальное положение чиновников. Так, после 1932 г. директор завода союзного значения мог получать в 3–4 раза больше средней зарплаты рабочего, тогда как прежде его максимум ограничивался полуторакратным превышением. Помимо официальных окладов, расширились и негласные привилегии: вводились специальные распределители, пайки, служебные дачи, в некоторых случаях – конвертные доплаты руководителям из секретных фондов. В итоге к середине 1930-х сформировался слой партийно-государственной бюрократии, резко отличавшийся по уровню жизни от рядовых граждан.
По мнению профессора Варги после отмены партмаксимума, началось распадение советского общества на классы и слои с огромными различиями в доходах:
Грех Сталина, который никогда нельзя искупить, состоит в превращении “рабочего государства с бюрократическим извращением” в государство бюрократии,— это произошло, как мы уже писали, вследствие отмены “партмаксимума”, распадения советского общества на классы и слои с огромными различиями в доходах. Идеи равенства, самоограничения, самоотверженности подверглись осмеянию; произошло обуржуазивание образа жизни слоёв с более высокими доходами, прежде всего бюрократии. Марксовы слова о том, что общественное бытие людей определяет их идеологию, относятся без сомнения также и к нынешней бюрократии, сколько бы она ни твердила о своей “приверженности пролетарскому интернационализму”.
И если есть один человек, который виноват в этом принципиальном изменении, то этот человек — Сталин!
Этому явлению нельзя дать обратный ход мирными средствами. Даже если Хрущёв (или какой-нибудь другой вождь) захочет вернуться к ленинской простоте, скромности, к “партмаксимуму”, бюрократия сметёт его.Е. С. Варга «Вскрыть через 25 лет»
По мнению профессора Колганова:
Отказ от практически всей совокупности политических и экономических практик, лежавших в основе феномена партмаксимума – сначала замаскированный, а затем открытый – сделали крайне сомнительным провозглашаемое «идейно-политическое единство советского народа». Разрыв, сформировавшийся между рядовыми гражданами и бюрократией в системе производственных отношений, неизбежно реализовал себя и в системе отношений распределения, и наложил заметный отпечаток на идейно-политическую жизнь. «Народ и партия едины, но разны наши магазины». Этот разрыв, находившийся в нетерпимом контрасте с лицемерным идеологическим провозглашением равенства и социальной справедливости, стал одним из важнейших факторов, расшатавших политическую прочность советского общества,
Михаил Васильевич Попов писал: "Если для сохранения диктатуры пролетариата необходимо государственным чиновникам платить заработную плату рабочего, то чиновники, которые стали получать доходы намного больше рабочих, стали получать сверх зарплаты рабочего прибавочную стоимость и становиться коллективным капиталистом».